# 六角槓

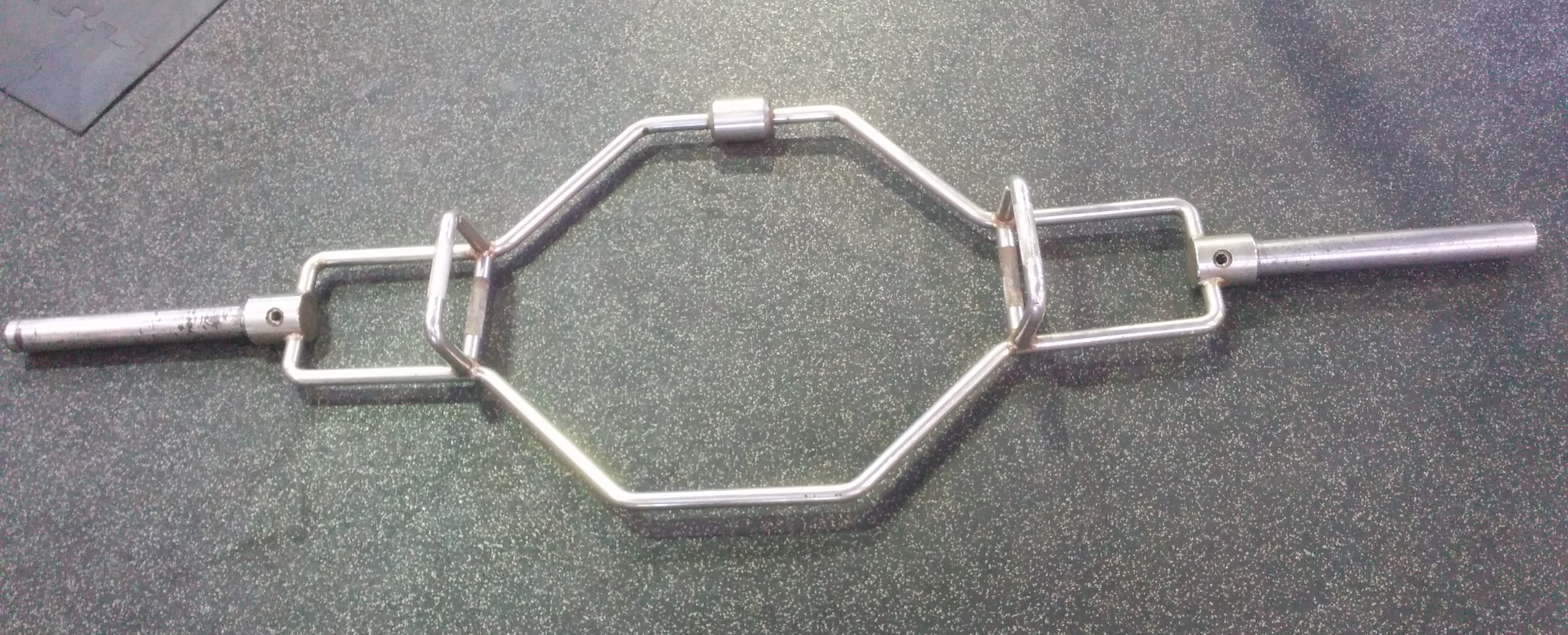
六角槓的兩端可以套上槓片以加大負重

六角槓（英語：Hex bar），又稱菱形槓（英語：Trap bar），由美國健力運動員阿爾·杰拉德（Al Gerard）於1980年代中葉所發明，是槓鈴的一種，為負重訓練的器材，主要用於硬舉、聳肩、農夫走路及站姿划船等動作。用者站於六角形之中，雙手垂下微微張開，並且握着把手。與普通槓鈴相比，其好處為減輕脊椎負擔，從而可以專注訓練所需的肌肉群。六角槓淨重大約60英磅（27），兩端可以套上槓片以加大負重。